# Żuławki (Ostróda)
Żuławki (deutsch Sulawken, 1938 bis 1945 Kleinbednarken) ist ein Ort in der polnischen Woiwodschaft Ermland-Masuren. Er gehört zur Gmina Ostróda (Landgemeinde Osterode in Ostpreußen) im Powiat Ostródzki (Kreis Osterode in Ostpreußen).

## Geographisches Lage
Żuławki liegt im Norden des Landschaftsschutzparks Kernsdorfer Höhen (polnisch Park Krajobrazowy Wzgórz Dylewskich) im Südwesten der Woiwodschaft Ermland-Masuren, zwölf Kilometer südlich der Kreisstadt Ostróda (deutsch Osterode in Ostpreußen).

## Geschichte
Sulawken war eine zum Bednarker Forst gehörende Försterei im Gebiet des Dorfs  Bednarken (polnisch Bednarki) im Kreis Osterode in Ostpreußen. Aus politisch-ideologischer Begründung heraus wurde Sulawken am 3. Juni – amtlich bestätigt am 16. Juli – 1938 in „Kleinbednarken“ umbenannt.
In Kriegsfolge kam der kleine Ort 1945 mit dem gesamten südlichen Ostpreußen zu Polen und erhielt die polnische Namensform „Żuławki“. Heute ist der Weiler (polnisch Osada) in die Landgemeinde Ostróda (Osterode i. Ostpr.) im Powiat Ostródzki (Kreis Osterode in Ostpreußen) eingegliedert, bis 1998 der Woiwodschaft Olsztyn, seither der Woiwodschaft Ermland-Masuren zugehörig.

## Kirche
Bis 1945 war Sulawken resp.Kleinbednarken in die evangelische Kirche Döhringen (polnisch Durąg) in der Kirchenprovinz Ostpreußen der Kirche der Altpreußischen Union, außerdem in die römisch-katholische Kirche Osterode (polnisch Ostróda) eingepfarrt.
Heute gehört Żuławki evangelischerseits zur evangelisch-methodistischen Dreifaltigkeitskirche Kraplewo (Kraplau) bzw. zur evangelisch-augsburgischen Kirche Ostróda, und zur römisch-katholischen Kirche in Durąg (Döhringen).

## Verkehr
Żuławki liegt an einem Landweg, der von Bednarki (Bednarken) nach Pobórze (Poburzen) führt. Eine Bahnanbindung existiert nicht. 